# لويز فيلد
لويز فيلد (بالإنجليزية: Louise Field)‏ هي لاعبة كرة مضرب أسترالية، ولدت في 25 فبراير 1967.

## وصلات خارجية
- لويز فيلد على موقع رابطة محترفات التنس (الإنجليزية)
- لويز فيلد على موقع الاتحاد الدولي لكرة المضرب (الإنجليزية)
- لويز فيلد على موقع خلاصة التنس.كوم (الإنجليزية)